# Straße von Sizilien
Die Straße von Sizilien (italienisch Canale di Sicilia, französisch canal de Sicile oder canal du cap Bon, manchmal auch Straße von Tunis genannt) ist eine Meerenge beziehungsweise Meeresregion des Mittelmeers zwischen Sizilien und Tunesien. Sie verbindet das östliche Becken mit dem westlichen Becken des Mittelmeers. An ihrer engsten Stelle hat die Straße von Sizilien eine Breite von etwa 145 km. Die Meerenge hat eine maximale Tiefe von 316 m.
Im engeren Sinne wird der Name nur für die Meerenge zwischen Cap Bon und Mazara del Vallo/Marsala verwendet. Mit dem wenig gebräuchlichen Ausdruck Sizilisches Meer wird hingegen eine weiter gefasste Meeresregion bezeichnet, die sich im Südosten maximal bis zur Maltesischen Inselgruppe und zu den Pelagischen Inseln ausdehnt und sich somit zwischen das Libysche Meer im Osten und das westliche Becken des Mittelmeers mit dem Tyrrhenischen und Sardischen Meer schiebt.

## Meeresströmungen
Wie in der Straße von Gibraltar hat die Meeresströmung in der Straße von Sizilien an der Oberfläche eine Richtung von West nach Ost und in der Tiefe von Ost nach West.

## Inseln
Nahe der engsten Stelle mitten in der Straße von Sizilien liegt die zu Italien gehörige Insel Pantelleria. Südöstlich davon befinden sich die Pelagischen Inseln und der Malta-Archipel.

## Unterseeische Plattentektonik
In der Straße von Sizilien trifft die Afrikanische Platte auf die Eurasische Platte, welches auf Grund der Plattentektonik zu unterseeischem Vulkanismus führt. Beispiele dafür sind die zeitweilig aktiven Unterwasservulkane Ferdinandea und Empedokles.